# 루이스 몰로니
루이스 몰로니 아르벨로(스페인어: Luis Molowny Arbelo; 1925년 5월 12일, 카나리아 제도 산타 크루스 데 테네리페 ~ 2010년 2월 12일, 카나리아 제도 라스 팔마스)는 스페인의 전 축구 미드필더이자 감독이다.
그는 레알 마드리드와 라스 팔마스 소속으로 도합 12년 동안 라 리가 175경기 출전 90골을 기록하였다. 그는 두 구단에서 감독으로 일했는데, 전자의 구단에서 선수와 감독으로서 도합 12번의 주요 대회 우승을 거두었다.
몰로니는 1950년 FIFA 월드컵에 스페인을 대표로 하여 참가했다. 1960년대 말에 잠시 국가대표팀 감독을 맡기도 했다.

## 클럽 경력
몰로니는 카나리아 제도 산타 크루스 데 테네리페 출신이다. 그의 성씨인 몰로니는 아일랜드계 성씨로, 클레어 주에서 유래했으며, 대게 말로니라고 불린다.
그는 유년 시절에 테네리페에 입단 시험을 보았지만, 시험 경기 후 입단 허가를 받지 못했다. 그는 골대 뒤에 자리를 잡아 장외로 나간 공을 회수해 다시 투입하는 볼보이가 되었는데, 다양한 기술을 선보인 후 산타 크루스에 입단했지만, 당시 18세가 되지 못했던 그는 친선경기에 출전하는데 그쳤다.
1946년, 마리노 소속으로 카나리아 지역 대회를 우승한 후, 몰로니는 동시에 바르셀로나와 레알 마드리드의 눈도장을 찍었다. 전자의 구단은 대변인을 배편으로 보내 영입하려 했고, 후자의 구단은 산티아고 베르나베우 회장이 레우스 여행 도중 라 반구아르디아지의 기사를 읽고 하신토 킹코세스 단장에 즉시 전화로 연락해 몰로니를 영입할 것을 요청하였다. 비록 첫 선을 보인 경기에서 형편 없는 활약을 펼쳤음에도 불구하고, 베르나베우의 믿음은 확고했고, 250,000 페세타와 3,000의 월급에 이적을 확정지었다.
1946년 12월 1일, 몰로니는 레알 마드리드 신고식을 치렀는데, 바르셀로나와의 라 리가 안방 경기에서 79분에 머리로 결승골을 넣어 2-1로 이겼다. 그는 15번의 경기에 출전해 10골을 추가하고 1년차를 마감했고, 코파 델 헤네랄리시모를 우승했다.
마드리드에서 11년을 보내면서, 몰로니는 모든 대회를 통틀어 198번의 경기에 출전해 107번 골망을 흔들었다.
그는 마드리드에서 5번의 우승을 거두었는데, 이 중에는 2번의 리그 우승과 유러피언컵 초대 대회 우승도 있다. 다만, 그는 후자의 대회 결승전에 출전하지는 않았다.

## 국가대표팀 경력
몰로니는 5년보다 적은 시간 동안 스페인 국가대표팀 경기에 7번 출전하였다. 그의 첫 국가대표팀 경기는 1950년 4월 2일, 차마르틴 신구장에서 벌어진 포르투갈과의 1950년 FIFA 월드컵 예선전 경기로, 그는 이 경기에서 7경기에 넣은 2골 중 한 골을 기록해 5-1 대승에 일조하였다.
기예르모 에이사기레 감독에 의해 브라질에서 열릴 본선에 참가할 선수단에 이름을 올린 몰로니는 2-2로 비긴 우루과이와의 2차 조별리그 2차전에 출전했고, 스페인은 이 대회를 4위로 마무리했다.

## 감독 경력
몰로니는 1958년 1월, 32세의 나이로 현역에서 은퇴하였고, 은퇴 무대인 라스 팔마스의 지휘봉을 잡아 감독일을 시작하였다. 이후 몇 년 동안 그는 주로 감독 대행을 맡았는데, 1959-60 시즌에는 1부 리그 강등을 막지 못했다. 1968-69 시즌, 정식 감독으로 취임한 몰로니의 라스 팔마스는 그 시즌 우승을 거둔 레알 마드리드에 이어 역대 최고 성적인 준우승을 차지하였다.
1969년 3월부터 6월까지, 몰로니는 스페인 성인 국가대표팀 감독을 맡아 4경기를 지휘했다. 그의 임기에 스페인은 2승 1무 1패의 성적을 냈고, 1패는 핀란드에게 당한 것이었다.
1973-74 시즌 말, 몰로니는 레알 마드리드의 단장직을 맡던 도중 (그는 1990년까지 단장직을 맡았다) 미겔 무뇨스를 대신해 1군 감독을 맡았다. 그는 그해 코파 델 헤네랄리시모 우승을 이끌었고, 해임된 밀랸 밀랴니치, 부야딘 보슈코브, 그리고 아만시오 아마로의 바통을 이어받아 1977-78 시즌과 1978-79 시즌에 리그 우승을 거두었다. 또한 그는 1984-85 시즌과 1985-86 시즌 UEFA컵을 우승할 당시에도 머랭 군단을 지휘했다.

## 최후
축구계에서 은퇴한 후, 몰로니는 고향 동네에 복귀했다. 2010년 2월 12일 84세의 나이로 라스 팔마스에서 영면했다.

## 영화 출연
몰로니는 다음 3편의 영화에 출연했다.
- 장화 열한 켤레(Once pares de botas, 1954)
- 라디오 역사(Historias de la radio, 1955)
- 금발 화살(Saeta rubia - 알프레도 디 스테파노의 일대기 영화, 1956)

## 수상

### 선수
레알 마드리드
- 라 리가: 1953–54, 1954–55, 1956–57
- 코파 델 헤네랄리시모: 1947
- 코파 에바 두아르테: 1947
- 유러피언컵: 1955–56
- 코파 라티나: 1955, 1957

### 감독
레알 마드리드
- 라 리가: 1977–78, 1978–79, 1985–86
- 코파 델 레이: 1973–74, 1981–82
- 코파 데 라 리가: 1985
- UEFA컵: 1984–85, 1985–86

### 개인
감독
- 돈 발론 올해의 감독: 1977–78, 1978–79, 1979–80

## 같이 보기
- UEFA컵 및 UEFA 유로파리그 우승팀 감독 목록